# George Schollenberger
George Shaver Schollenberger (10 de septiembre de 1904 - 17 de agosto de 1982) fue un entrenador deportivo estadounidense. Era mejor conocido por su paso por Laurel High School en Delaware y fue incluido en el Museo del Deporte y Salón de la Fama de Delaware en 1979.

## Primeros años de vida
Schollenberger nació el 10 de septiembre de 1904 en Easton, Pensilvania. Asistió a Olean High School en Olean, Nueva York. Jugó una temporada de fútbol universitario para St. Bonaventure Brown and White de la Universidad de San Buenaventura, antes de transferirse a la Universidad del Temple, donde jugó tres años como liniero para los Temple Owls. Schollenberger, pívot titular del equipo en su último año, fue nombrado el liniero más valioso de Temple. También jugó béisbol en la escuela y se destacó en asuntos sociales, siendo miembro de la Sociedad de Honor Blue Key y funcionario de la fraternidad Theta Upsilon Omega. Se graduó en Temple después de la temporada de 1929.

## Carrera de entrenador
Schollenberger se mudó a Delaware en 1930 y se convirtió en entrenador y maestro en Laurel High School en Laurel. Luego se desempeñó como entrenador en la escuela durante 36 temporadas, de 1930 a 1965, y se desempeñó como entrenador en jefe en cuatro deportes diferentes (fútbol, baloncesto masculino, baloncesto femenino, béisbol) y otro (atletismo) en un «base informal». Era más conocido como entrenador de fútbol y se hizo conocido como una «leyenda del entrenador»: era una figura muy conocida en la zona y considerado uno de los mejores entrenadores de la región de la Costa Atlántica. A menudo le ofrecieron mejores puestos de entrenador en otras escuelas, pero los rechazó porque quería quedarse en Laurel; The Daily Times señaló que era tan conocido que los equipos de la National Football League a veces le pedían su opinión.
En la época de Schollenberger como entrenador de baloncesto masculino, ganó más del 80 por ciento de sus partidos, incluido un lapso de cinco años en el que perdieron sólo tres partidos; como entrenador femenino, llevó al equipo a un campeonato estatal. Como entrenador del equipo de fútbol, Schollenberger se convirtió en uno de los entrenadores con más victorias en la historia del estado, compilando un récord general de 140–109–21, que incluyó cinco temporadas invictas. Fue nombrado Entrenador del Año de Delaware en 1957, después de haber llevado a Laurel a un récord invicto de 7-0 y superando a sus oponentes 222-12. Entre los jugadores que entrenó, los más conocidos fueron Carlton Elliott y Ron Waller, quienes jugaron en la NFL. Se retiró del entrenamiento en 1966 para convertirse en director atlético de Laurel, cargo que ocupó hasta 1973.

## Vida personal, muerte y legado
Schollenberger estaba casado y tenía dos hijos. Era masón y presidente del Laurel Lions Club y de la Asociación de Maestros Jubilados de Delaware. También fue miembro del Coro de Nanticoke y de la Iglesia Episcopal de San Felipe en Laurel. Murió el 17 de agosto de 1982, en Salisbury, Maryland, de una enfermedad cardíaca, a la edad de 77 años.
Schollenberger fue incluido en el Museo del Deporte y Salón de la Fama de Delaware en 1979. Sports Illustrated lo colocó en el puesto 28 en su lista de 1999 de las «50 figuras deportivas más importantes de Delaware»; The News Journal lo clasificó en el puesto 118 en su lista de 2023 de los «125 mejores entrenadores en la historia de Delaware». Su hijo escribió un libro sobre su vida y en 1985 se construyó una instalación de entrenamiento atlético en Laurel que recibió su nombre en su honor.